# Eddie Jobson
Edwin "Eddie" Jobson, född 28 april 1955 i Billingham, County Durham, är en brittisk musiker.
Han är känd som medlem av pop- och rockgrupperna Curved Air, Roxy Music och U.K.. Eddie Jobson har även spelat med Frank Zappa, Jethro Tull och Yes.

## Diskografi
Soloalbum
- 1983 – The Green Album
- 1985 – Theme of Secrets
- 2010 – Ultimate Zero Tour - Live
- 2015 – Four Decades
- 2018 – 1971-1979 The Band Years

Album med Curved Air
- 1973 – Air Cut
- 1990 – Lovechild

Album med Roxy Music
- 1973 – Stranded
- 1974 – Country Life
- 1975 – Siren
- 1976 – Viva!

Album med Frank Zappa
- 1978 – Zappa in New York
- 2009 – Philly '76

Album med U.K.
- 1978 – U.K.
- 1979 – Danger Money
- 1979 – Night After Night
- 1999 – Concert Classics, Vol. 4
- 2013 – Reunion – Live in Tokyo
- 2015 – Curtain Call

Album med Jethro Tull
- 1980 – A

Album med The Bulgarian Women's Choir—Angelite
- 2000 – Voices of Life

Album med UKZ
- 2009 – Radiation